# Теста дел'Аква
Теста дел'Аква је насеље у Италији у округу Ређо ди Калабрија, региону Калабрија.
Према процени из 2011. у насељу је живело 142 становника. Насеље се налази на надморској висини од 46 м.